# Alapítvány az Öngyilkosság Ellen
Az Alapítvány az Öngyilkosság Ellen a budapesti Péterfy Sándor Utcai Kórház-Rendelőintézet Krízisintervenciós és Pszichiátriai Osztálya által létrehozott alapítvány. Elsődleges célja, hogy segítse az öngyilkosság megelőzését. Az 1983-ban létrehozott Krízisintervenciós Osztályon speciális, un. krízisterápia segítségével a lelki válságba, mélypontra, krízishelyzetbe jutott embereknek segít komplex gyógyszeres- és pszichoterápiával. Az Alapítvány az Öngyilkosság Ellen elsősorban az Osztályon folyó különböző terápiás munkák (pl. művészetterápia, biblioterápia, mozgás- és sportterápia, csoportos problémamegoldó terápia) körülményeinek javítását segíti.